# دانيال إل. هوفلاند
دانيال إل. هوفلاند (بالإنجليزية: Daniel L. Hovland)‏ هو محامي وقاضي أمريكي، ولد في 10 نوفمبر 1954 في مورهد في الولايات المتحدة.